# Leforest
Leforest ist eine französische Stadt mit 7120 Einwohnern (Stand: 1. Januar 2022) im Département Pas-de-Calais in der Region Hauts-de-France. Sie gehört zum Arrondissement Lens und zum Kanton Hénin-Beaumont-2. Die Einwohner werden Leforestois genannt.

## Lage
Die Stadt Leforest liegt an der Grenze zum Département Nord im ehemaligen Nordfranzösischen Kohlerevier unmittelbar nördlich des Deûle-Seitenkanals, sieben Kilometer nördlich von Douai und 14 Kilometer östlich von Lens. Der Bahnhof von Leforest liegt an der Bahnstrecke Paris–Lille. Nachbargemeinden von Leforest sind Thumeries im Norden, Moncheaux im Nordosten, Raimbeaucourt im Osten, Roost-Warendin im Südosten, Auby im Süden, Courcelles-lès-Lens im Südwesten, Évin-Malmaison im Westen sowie Ostricourt im Nordwesten. An die lange Steinkohlebergbau-Tradition erinnern heute noch inzwischen überwachsene Abraumhalden im Norden des Stadtgebietes sowie die Namen der ehemaligen Bergarbeitersiedlungen Cité du Bois, Cité du Calvaire, Cité du Planty und Cité du Sapin Vert.

## Bevölkerungsentwicklung
| Jahr                       | 1962 | 1968 | 1975 | 1982 | 1990 | 1999 | 2006 | 2012 | 2022 |
| -------------------------- | ---- | ---- | ---- | ---- | ---- | ---- | ---- | ---- | ---- |
| Einwohner                  | 7380 | 7989 | 8047 | 7782 | 7195 | 6746 | 7076 | 6998 | 7120 |
| Quellen: Cassini und INSEE |      |      |      |      |      |      |      |      |      |

## Sehenswürdigkeiten
- Kirche Saint-Nicolas aus dem 18. Jahrhundert
- Château Blanche-Maison
- Empfangsgebäude des Bahnhofs

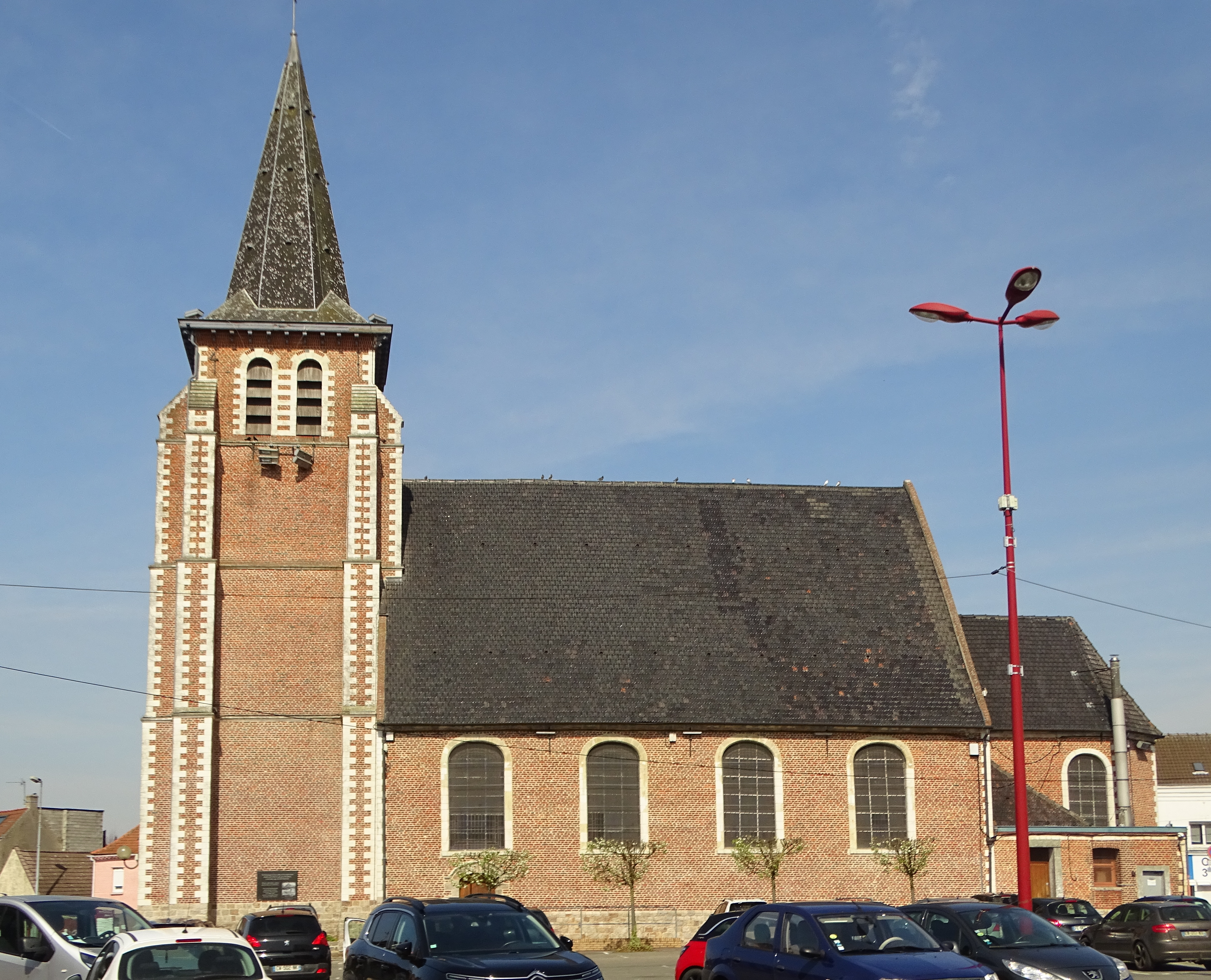
Kirche Saint-Nicolas
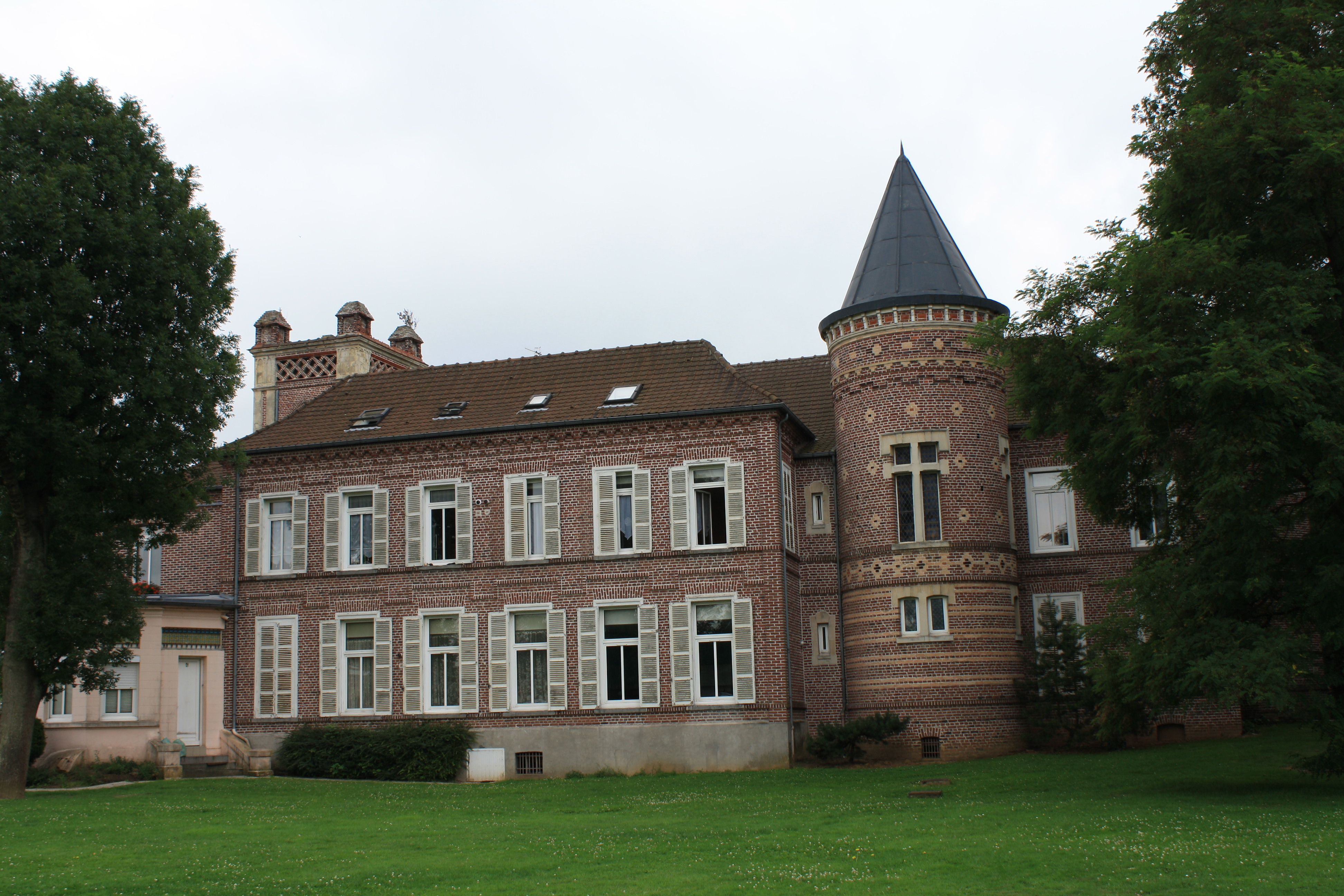
Château Blanche-Maison
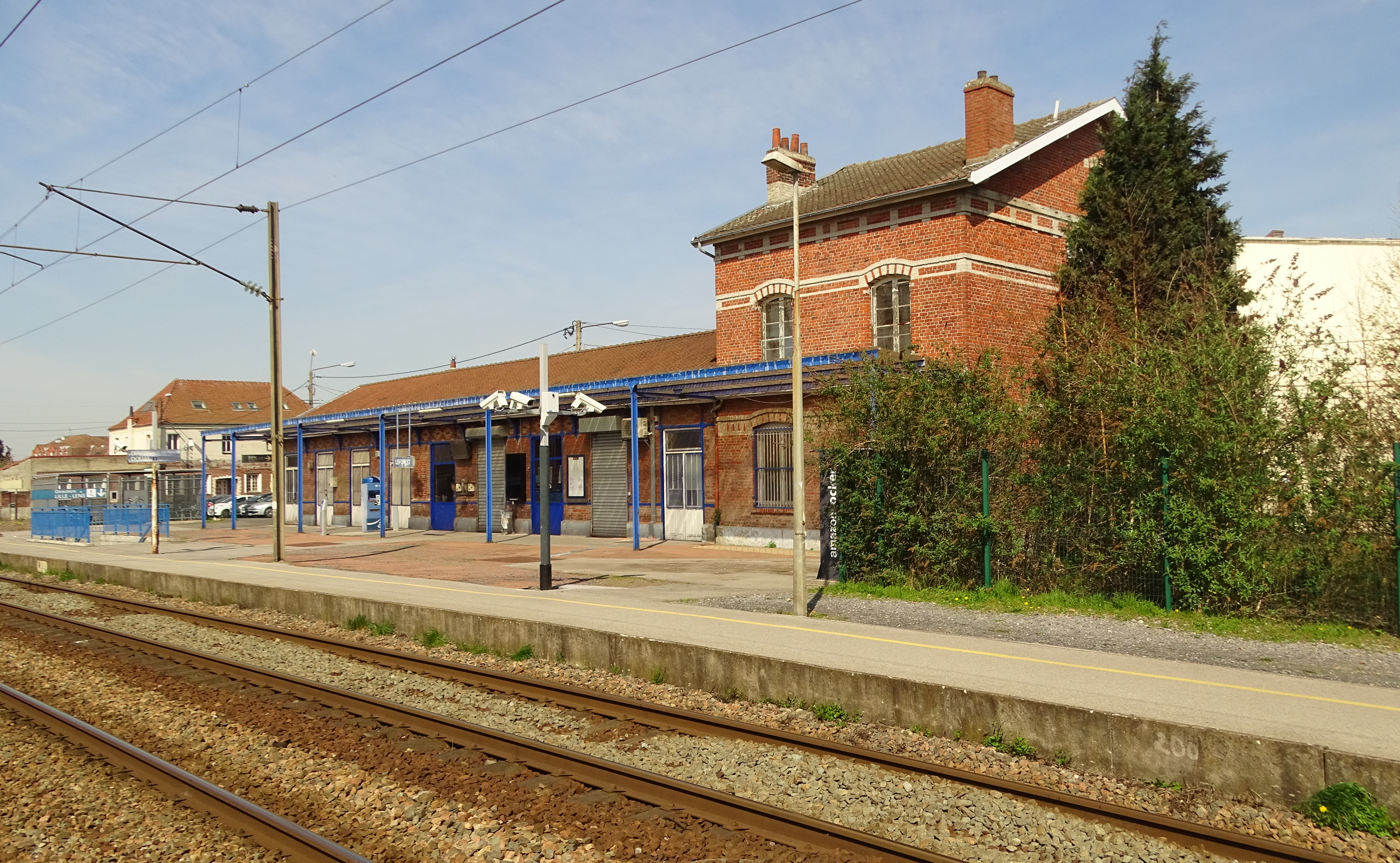
Bahnhof
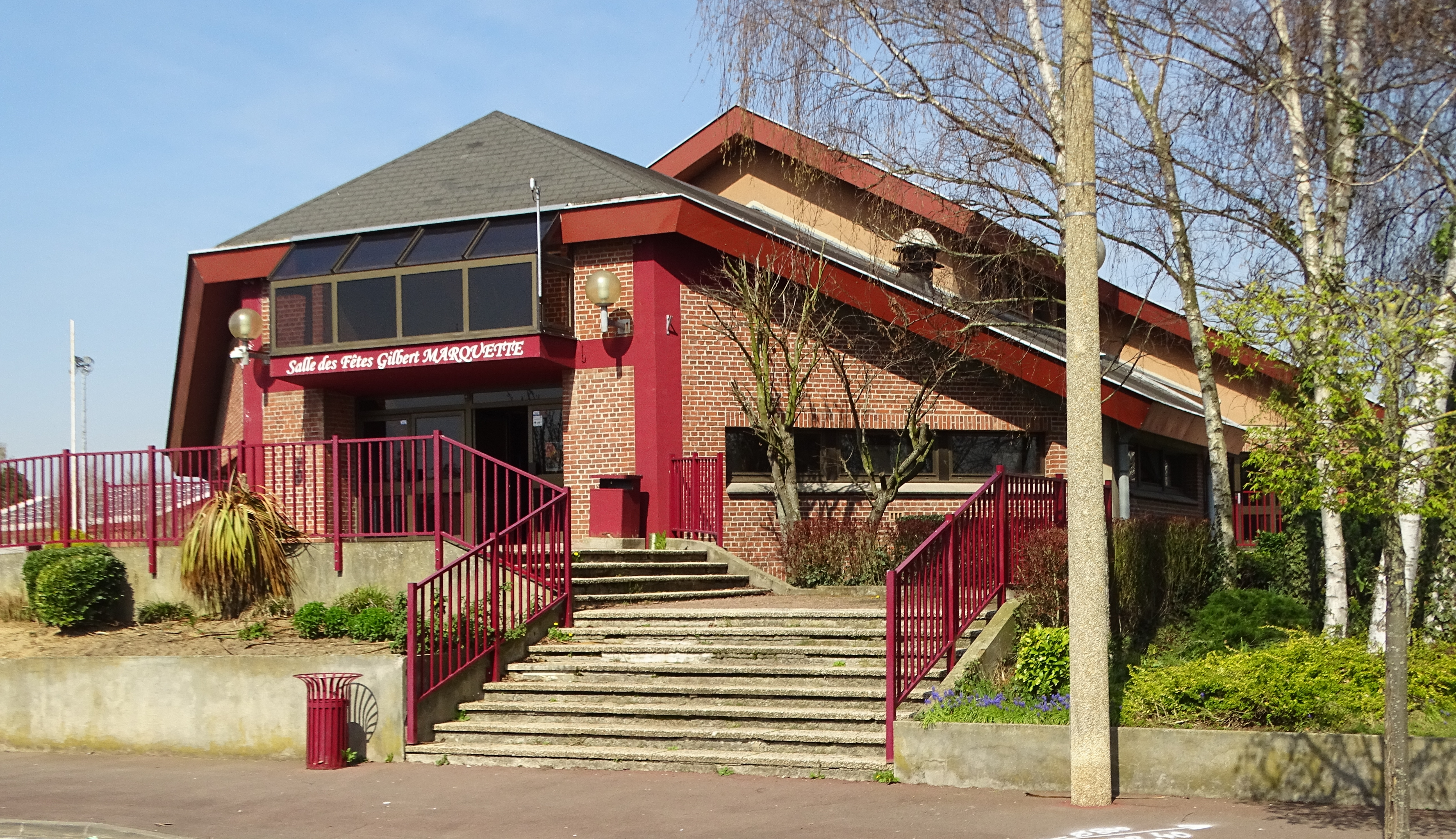
Festhalle „Gilbert-Marquette“
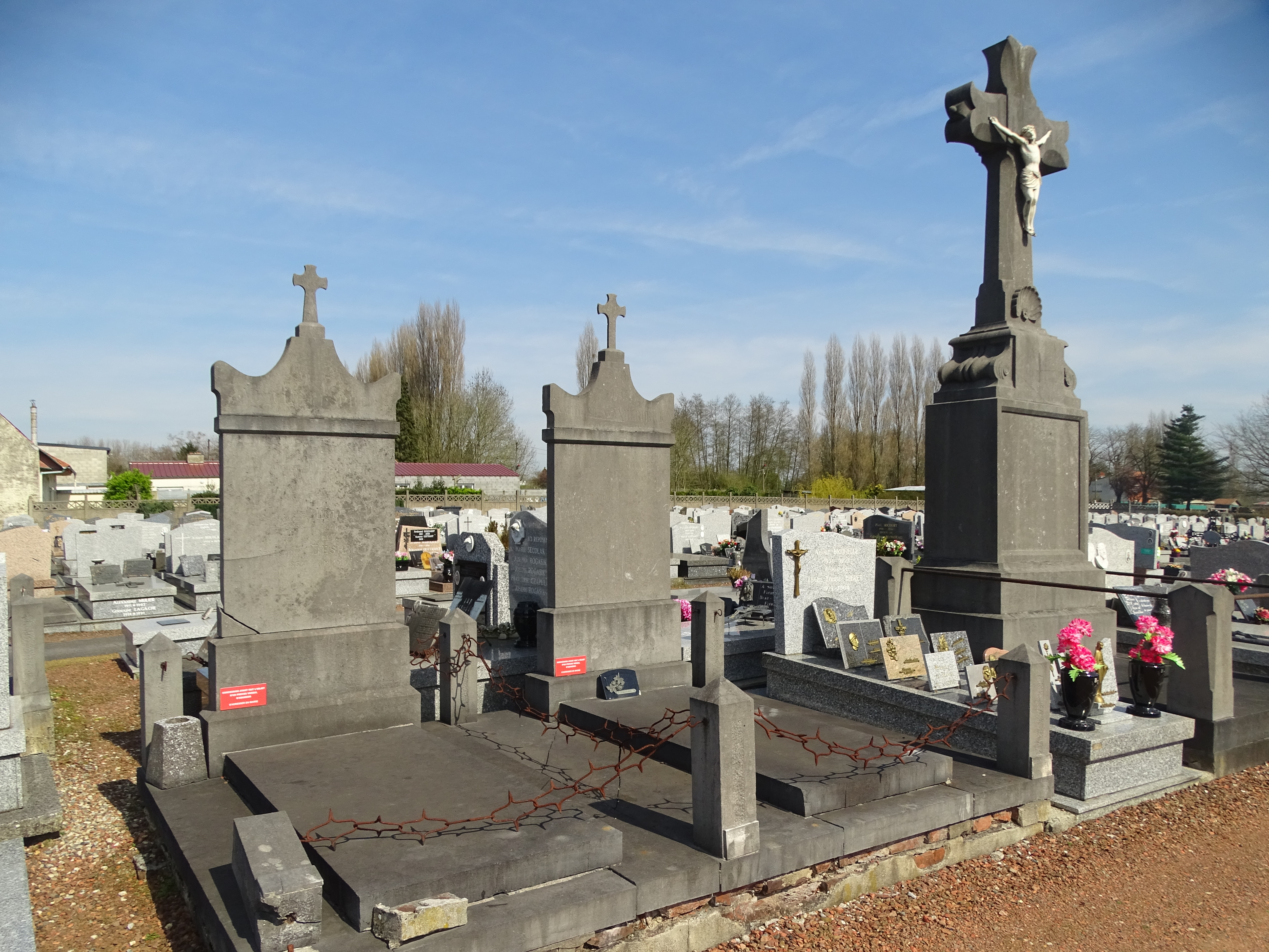
Friedhof

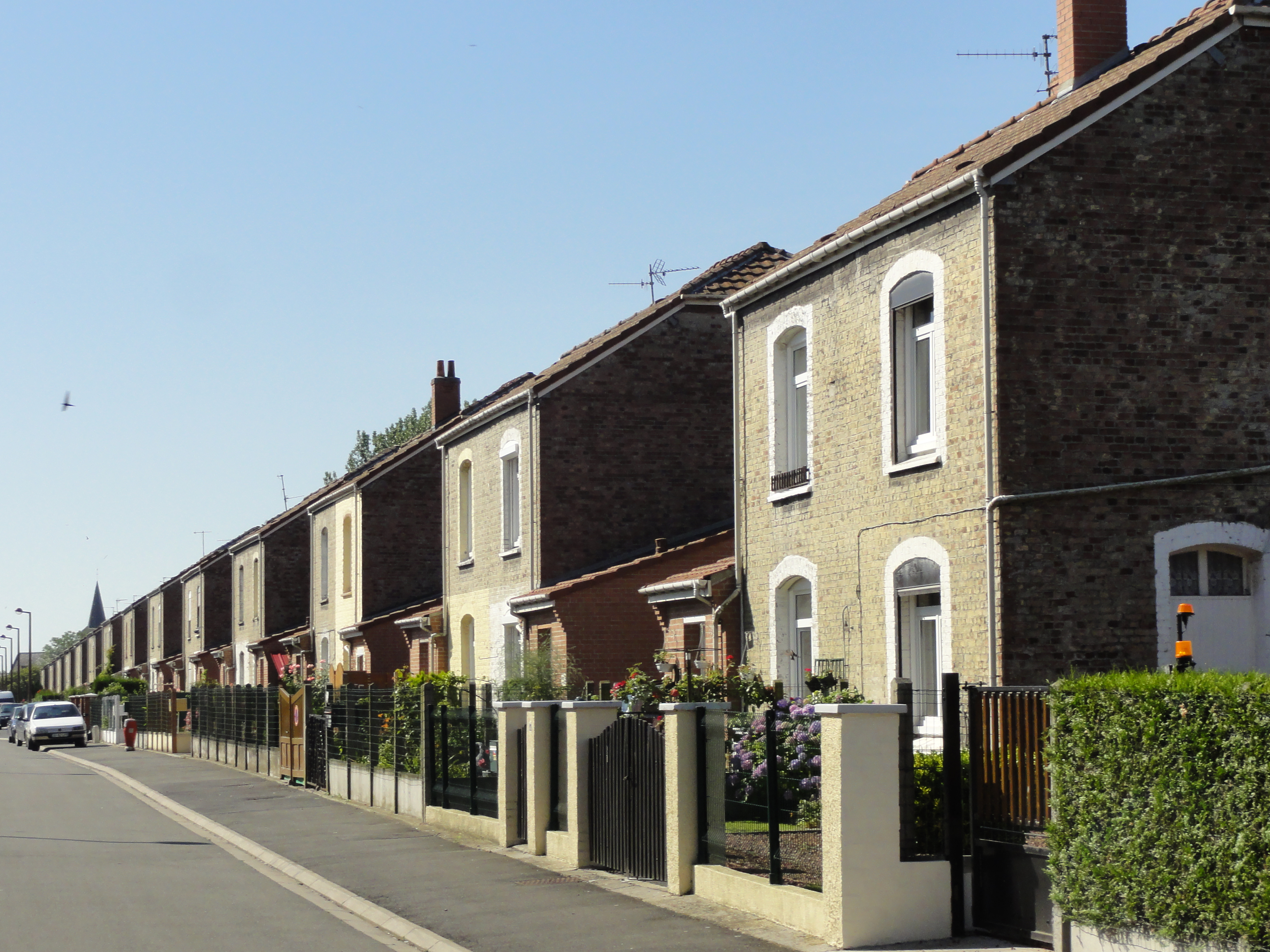
Bergarbeiterhäuser der ehemaligen Zeche Nr. 10
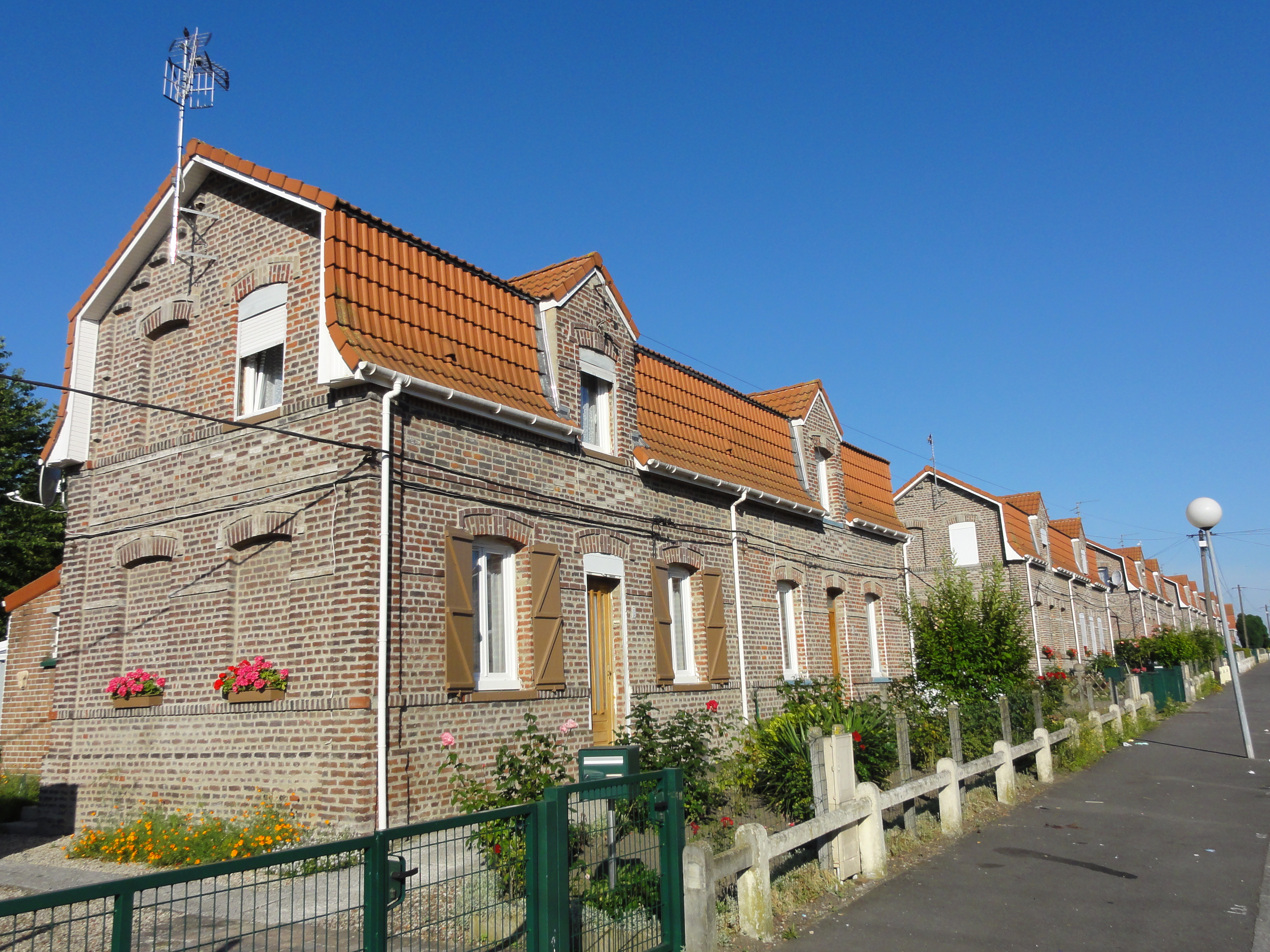
Bergarbeiterhäuser der ehemaligen Zeche Nr. 6
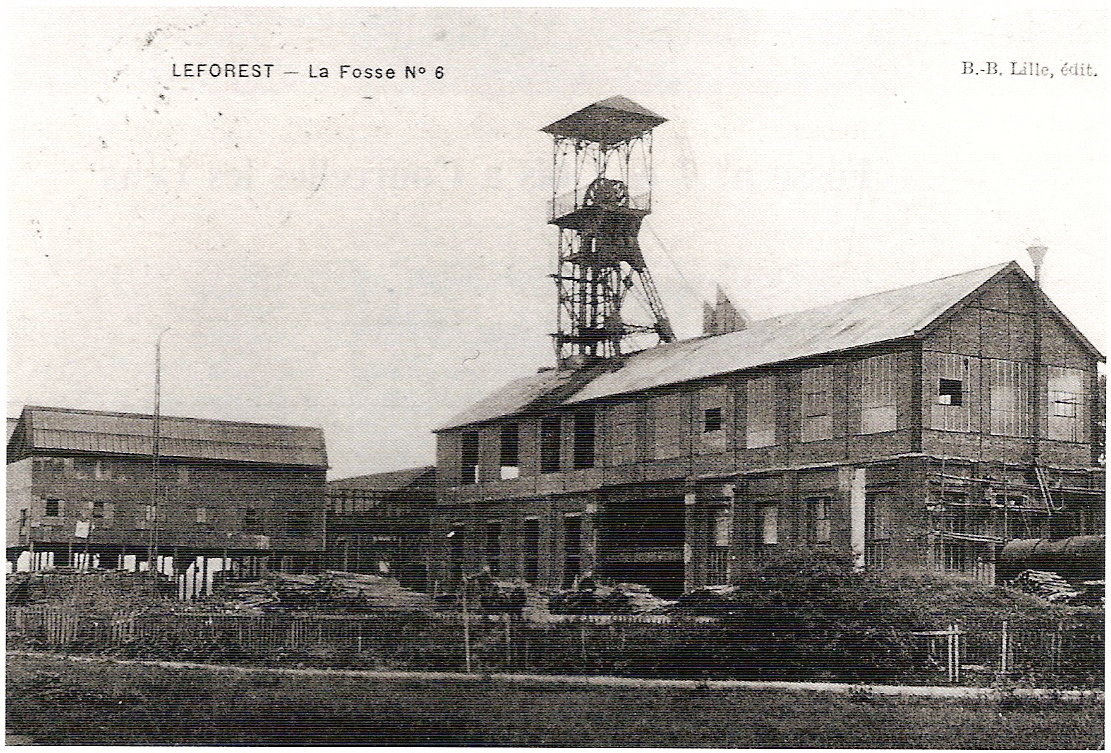
Zeche Nr. 6 um 1930
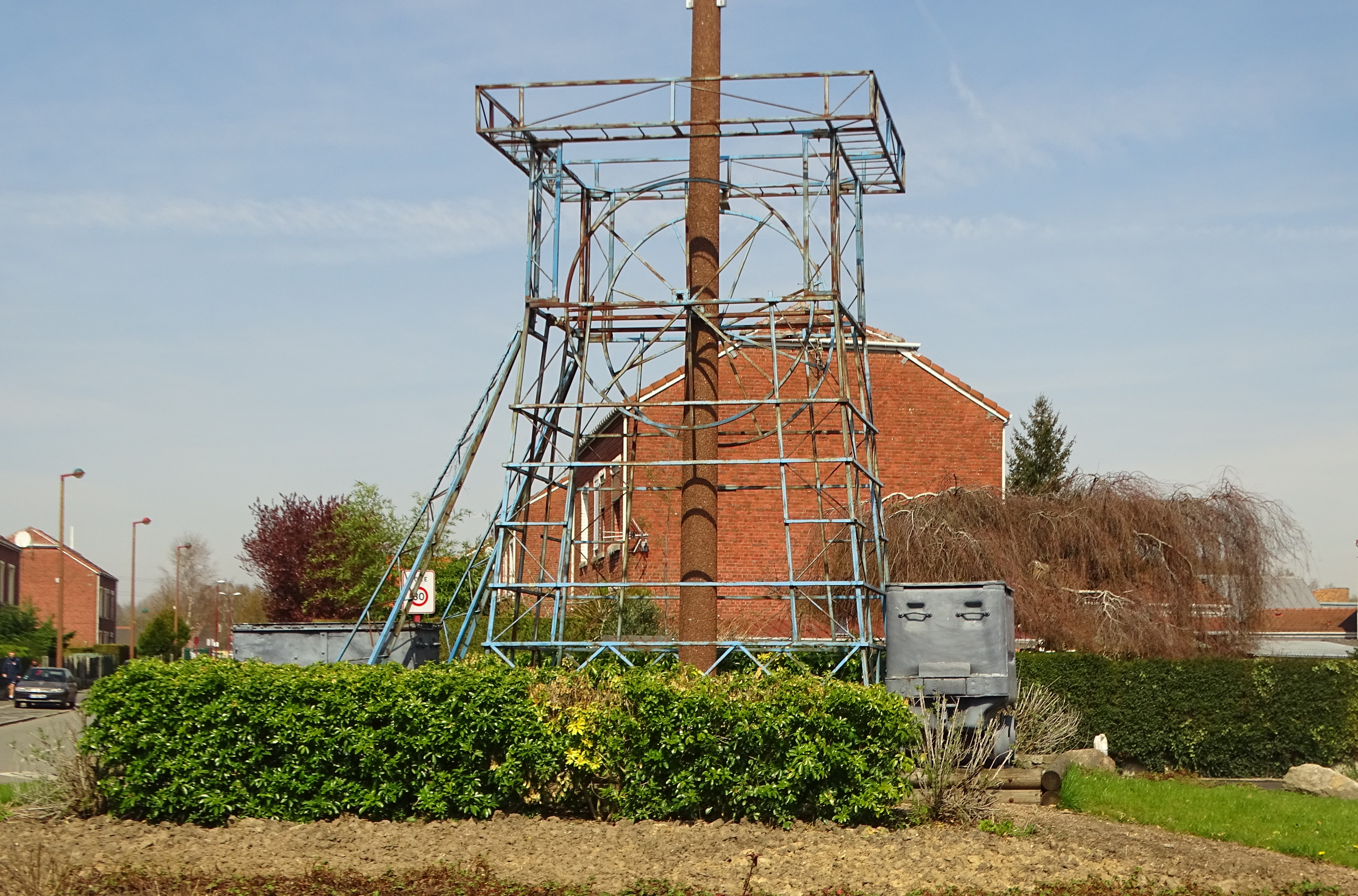
Auf einem Kreisverkehr montiertes Modell eines alten Förderturms
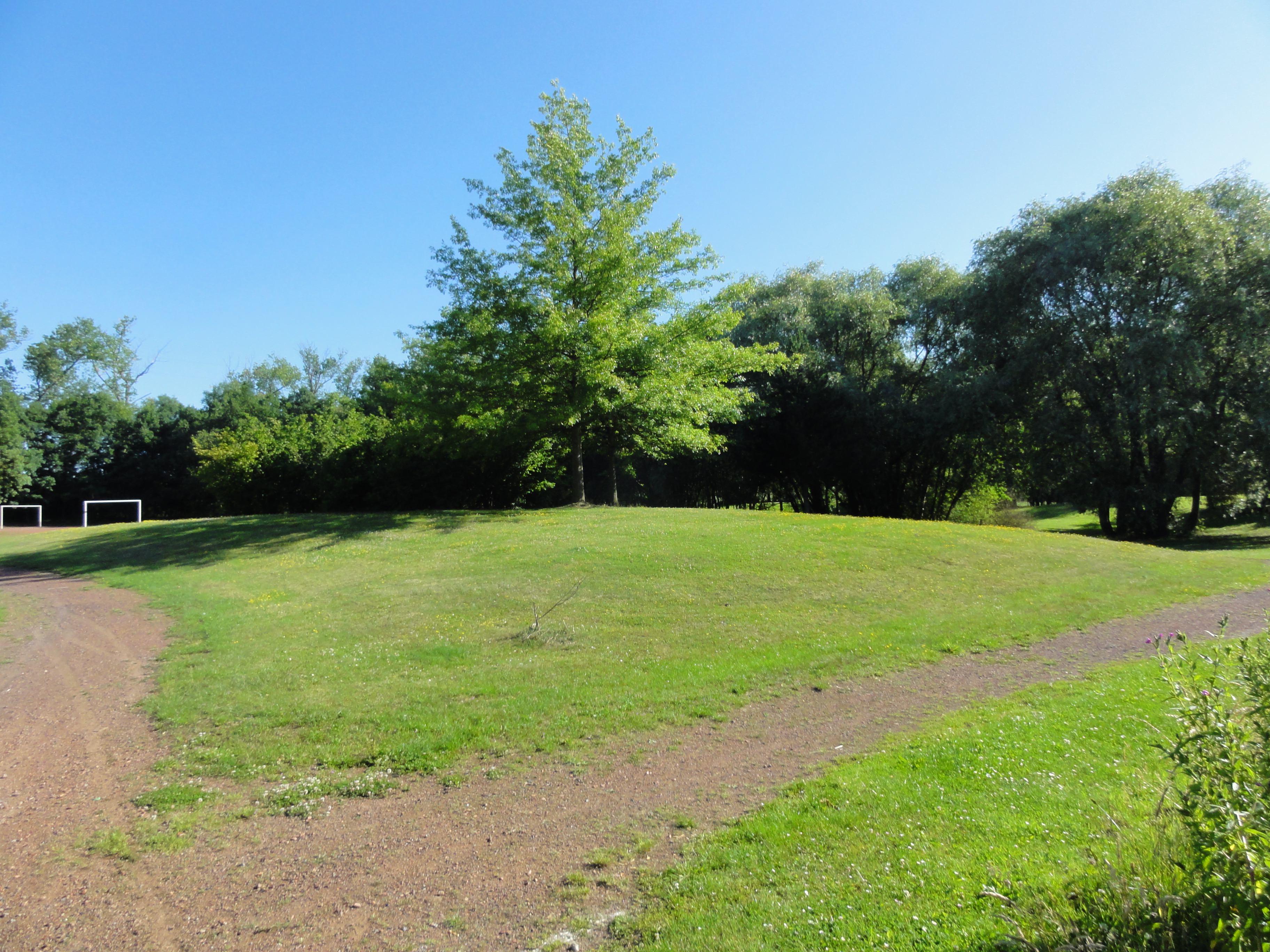
Überwachsene Abraumhalde Nr 122A

## Persönlichkeiten
- Michel Quint (* 1949), Schriftsteller